# ادسون لوئیس میلارد
ادسون لوئیس میلارد (انگلیسی: E. L. M. Burns; ۱۷ ژوئن ۱۸۹۷ – ۱۳ سپتامبر ۱۹۸۵) فرد نظامی اهل کانادا بود. وی همچنین برندهٔ جوایزی همچون نشان امپراتوری بریتانیا شده‌است.